# Francuska akademija znanosti
Francuska akademija znanosti (fran.: Académie des sciences) je francuska prirodnoznanstvena akademija, koju je osnovao Luj XIV. 1666., na prijedlog Jean-Baptiste Colberta. Prvotno je bila smještena u Louvreu u Parizu.
Akademija ima za cilj podržavati i štititi francuska znanstvena istraživanja. Bila je lider znanstvenog razvoja u Europi u 17. i 18. stoljeću, i jedna od najstarijih znanstvenih akademija. 
Académie des sciences je bila zatvorena tijekom revolucije 1793. godine, ali je otvorena ponovo dvije godine kasnije kao dio Francuskog instituta (Institut de France). Svoje prvotno ime dobila je ponovo 1818. godine. 

## Vanjske poveznice
- Službene stranice Akademije